# MacDonald Nunataks
MacDonald Nunataks är nunataker i Antarktis. De ligger i Västantarktis. Nya Zeeland gör anspråk på området.